# Efferia rubidiventris
Efferia rubidiventris är en tvåvingeart som först beskrevs av Macquart 1850.  Efferia rubidiventris ingår i släktet Efferia och familjen rovflugor. Inga underarter finns listade i Catalogue of Life.